# La Sala (Argentona)
La Sala és una obra d'Argentona (Maresme) protegida com a bé cultural d'interès local.

## Descripció
La Sala d'Argentona és un edifici amb tres façanes, la principal és la que dona a la plaça Nova. Es tracta d'un edifici monumental i noble que dona caràcter a la població. És un centre de referència en la vida pública d'Argentona tant pel que fa a les seves qualitats arquitectòniques -s'estableix un lligam total entre l'edifici i la plaça- com pel que fa al significat que té com a centre cultural.
És un edifici d'estil neoclàssic amb influències d'inspiració industrial. De fet, la disposició de la façana és molt semblant a la de la Llotja de Barcelona, concretament a la banda del passeig d'Isabel II. En la façana destaca el cos central que sobresurt una mica respecte de la resta. Aquest està dividit en dues zones diferenciades. A la part baixa, com un gran sòcol, trobem un parament de filades carreuades amb obertures de mig punt. La planta noble presenta finestres balconeres, mentre que la superior té finestres rectangulars. Aquests dos pisos formen una unitat coronada per un frontó que descansa sobre una base esglaonada. Els paraments dels costats formen grans rectangles emmarcats per imitació de carreus.
Actualment l'edifici es troba en fase de rehabilitació. El projecte que s'està duent a terme refà totalment l'interior de l'edifici però en manté el volum i les façanes originals

## Història
Acabada la guerra, l'any 1944 va sorgir la idea de crear un local públic de grans dimensions per acollir espectacles culturals i activitats socials. L'impulsor del projecte va ser Julià Carbonell, llavors alcalde i president de la Hermandad Sindical de Labradores y Ganaderos de Argentona. Carbonell va convèncer els pagesos i comerciants perquè col·laboressin econòmicament en el projecte. S'acordà reservar cinc cèntims per quilo de patates per tal de recollir diners. Per aquest motiu es coneix l'edifici amb el sobrenom de la "Patatera". Finalment es va inaugurar l'any 1949. El cinema va ser la principal oferta lúdica que acollia i entre els anys 40 i 50 va viure l'etapa daurada omplint fins a la bandera per veure les pel·lícules de l'època. A partir dels anys 80 la Sala va caure en decadència i des de llavors només s'ha omplert per acollir els balls de Carnestoltes i Festa Major d'hivern, a més dels espectacles de la Temporada de Teatre, Música i Dansa. Des del 28 de juliol del 2000 és del poble després que l'Ajuntament va signar amb els pagesos el traspàs definitiu. A finals de març del 2002 van començar les obres per deixar la Sala amb la seva millor cara.